# Stelvio
Pour l’article homonyme, voir Col du Stelvio.
Stelvio (en allemand, Stilfs) est une commune italienne d'environ 1 200 habitants située dans la province autonome de Bolzano dans la région du Trentin-Haut-Adige dans le nord-est de l'Italie.

## Géographie

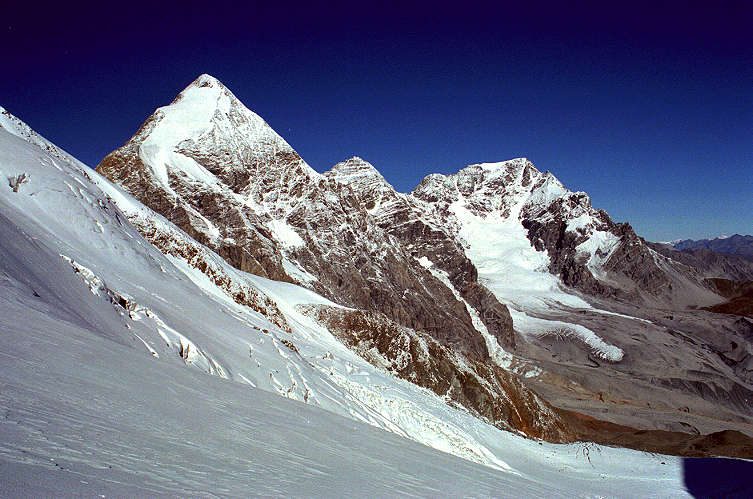
Gran Zebrù, Mont Zebrù, Ortles.

Le territoire de la municipalité se situe dans le val di Solda et le val di Trafoi, deux vallées latérales du val Venosta.
La densité de sommets appartenant aux Alpes orientales environnant est particulièrement élevée, en particulier l'Ortles (3 906 m), le plus haut sommet du Trentin-Haut-Adige. Dans le val di Trafoi, au sud de Stelvio, se trouve le col du Stelvio (2 758 m), accessible par la célèbre route panoramique SS 38.
La municipalité de Stelvio compte quatre stations de ski (deux à Sulden, une à Trafoi et une au col du Stelvio, ouverte en été).

### Frazione

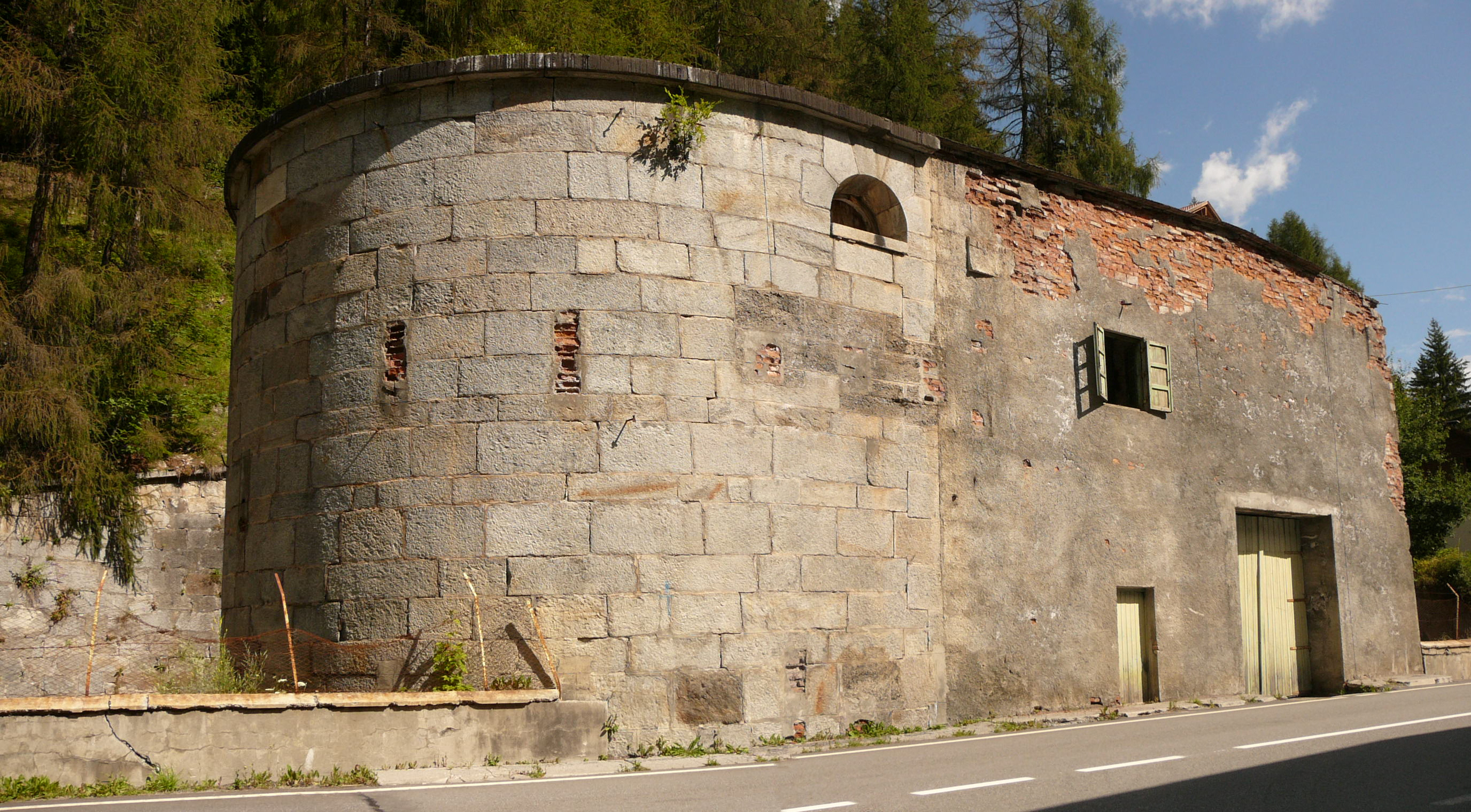
Fort de Gomagoi.

La municipalité est composée du siège municipal, Stelvio Paese, et des hameaux de Stelvio Masi, Gomagoi, Trafoi, Ponte Stelvio, Solda di Fuori, Sulden, Passo dello Stelvio.

#### Gomagoi
Le petit hameau de Gomagoi est située à 1 275 m d'altitude, compte une centaine d'habitants, et se situe à l'entrée du val di Trafoi, en direction du col du Stelvio.
Le bourg est traversé par la route nationale du Stelvio (SS 38) et est situé au centre de la zone municipale de Stelvio, à la jonction entre le val di Solda et le val di Trafoi.
La position stratégique du hameau est attestée par les vestiges du fort austro-hongrois de 1860, traversé par la route nationale, qui fait partie de la soi-disant barrière de Gomagoi, un système de fortifications érigé pour défendre l'accès au val Venosta via le col du Stelvio.

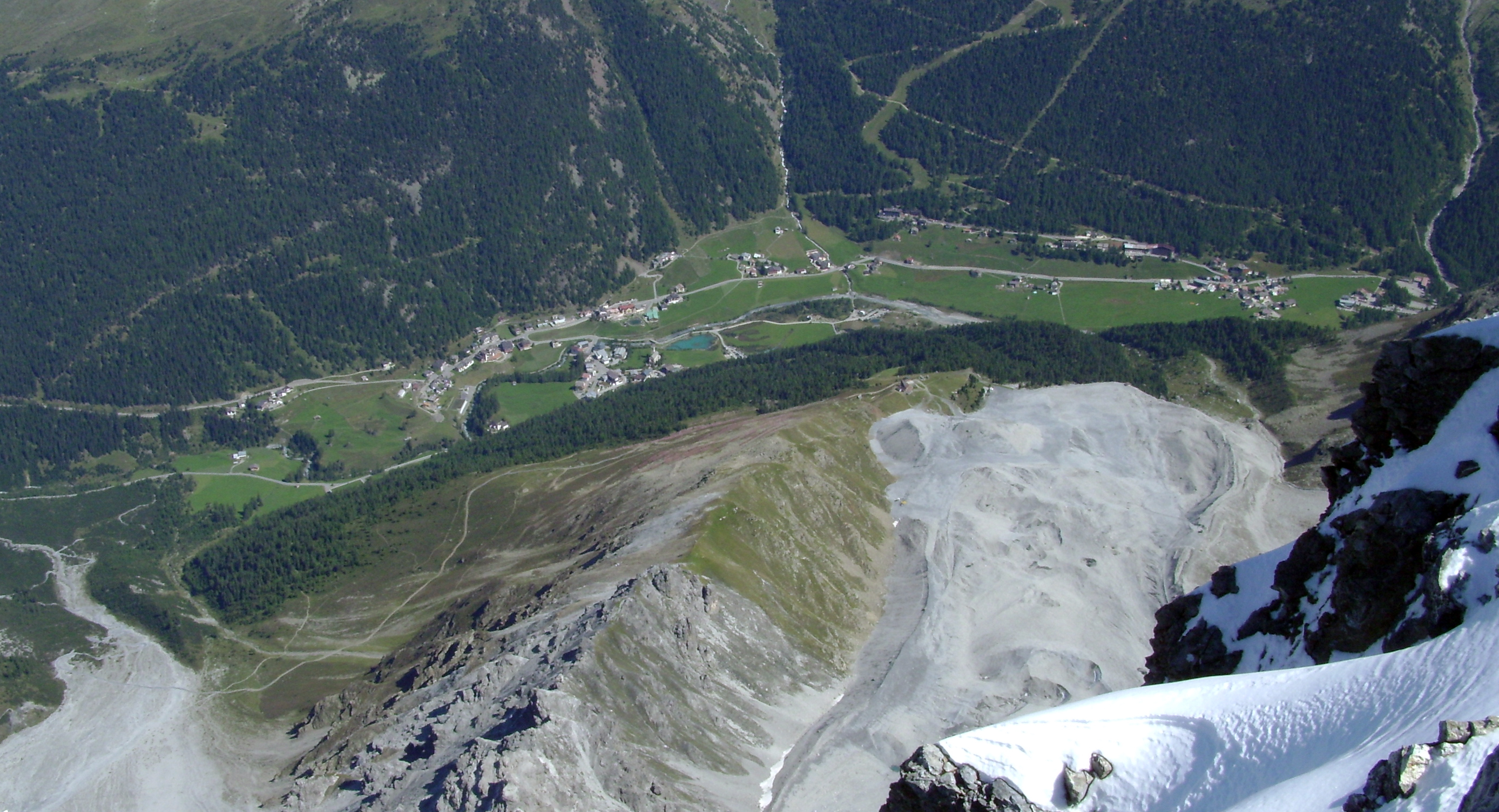
Sulden.

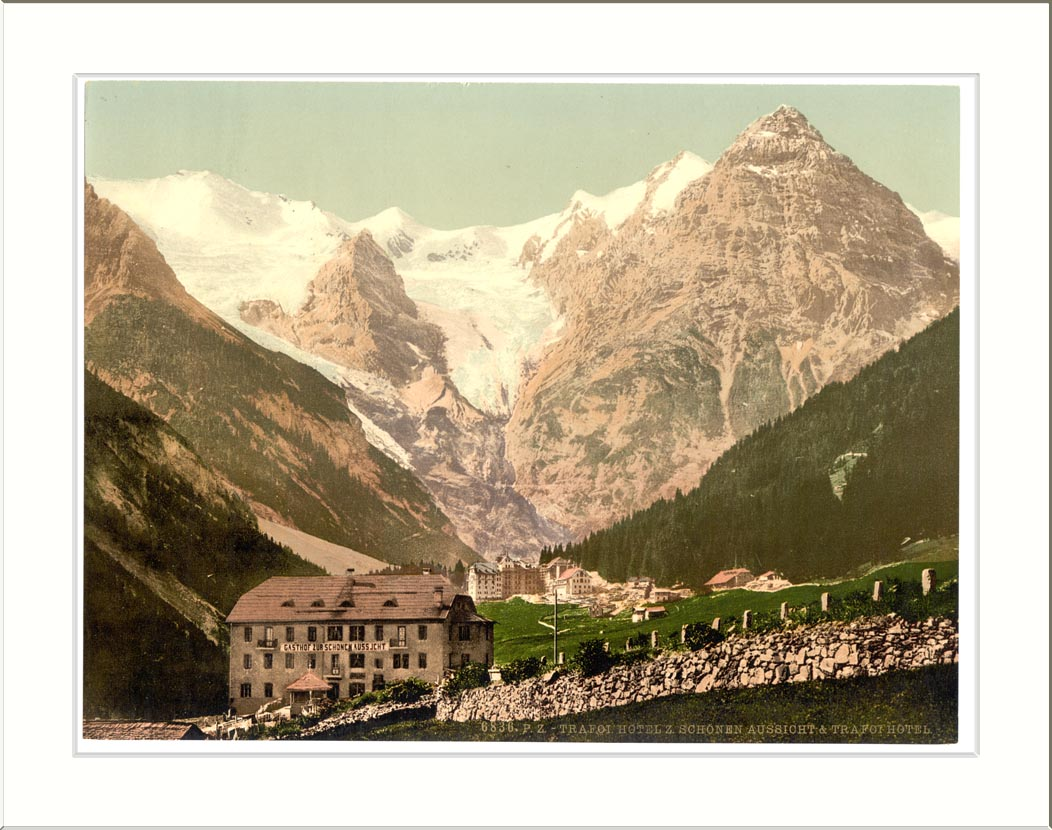
Hôtel Bellevue, Trafoi.

Les environs de Gomagoi se prêtent à des excursions à pied ou à vélo, en plus de la pratique de la pêche sportive dans l'étang, et à une visite de la réserve faunique du parc national du Stelvio (Stilfserjoch Nationalpark), créé en avril 1935.
En hiver, les pistes de ski de Solden et Trafoi ne sont qu'à quelques minutes, tandis qu'en été, atteignant le col du Stelvio, il est possible de pratiquer le ski d'été.

#### Sulden
A Sulden a son siège Alla fine del mondo, l'un des musées du projet Messner Mountain Museum, organisée par grimpeur du Tyrol du Sud Reinhold Messner.
Dans l'école primaire de la ville, il y a un musée sur la région de l'Ortles, comprenant une petite exposition consacrée à l'Ortles et à la Première Guerre mondiale qui a vu ici s'affronter les Italiens et Autrichiens.
L'endroit est également célèbre pour les séjours d'été de la chancelière allemande Angela Merkel.

#### Trafoi
Trafoi est une fraction de Stelvio dont le nom dérive d'une traduction en ladin de trois fontaines, qui sont situées près de Trafoi, et auraient des propriétés curatives. Les trois fontaines sacrées font partie d'un sanctuaire (érigé en 1229).
Gustav Thöni, champion olympique de ski alpin, est né à Trafoi.

### Communes limitrophes
Les communes limitrophes sont  Bormio, Laas, Martello, Prato allo Stelvio, Tubre, Val Müstair et Valfurva.

## Histoire
Peu fréquenté car trop dangereux, son territoire a cependant été traversé par des armées étrangères aux XVe et XVIe siècles, prenant une importance limitée lors des guerres de Valteline.
Le développement a ensuite eu lieu dans la première moitié du XIXe siècle lorsque, entre 1820 et 1825 la route du Stelvio a été construite par décret de François Ier d'Autriche, à des fins militaires évidentes.
L'importance stratégique du territoire devait être confirmée également en 1848, lorsqu'une colonne de volontaires de la Valteline a gardé le laissez-passer pendant plus de quatre mois, et des événements armés se sont répétés également pendant la Première Guerre mondiale.
L'architecture à valeur historique ou artistique est presque entièrement de nature religieuse, principalement composée d'églises à divers endroits, comme celle construite au col en 1938, près du monument érigé à l'occasion du centenaire de la construction de la route.
Une église néo-romane est situé à Sulden, et une de style baroque à Trafoi  où se trouve le sanctuaire antique qui a probablement pris la place d'un lieu de culte pré-chrétien.

## Armoiries
Les armoiries représentent un disque d'or, à l'intérieur duquel se trouve une étoile à six feuilles sur fond noir ; les feuilles de l'étoile sont bleues, vertes et rouges alternées. L'étoile est le symbole d'une coutume hivernale qui a eu lieu pendant les heures de la nuit d'hiver, le Klosn.

## Société
| 1921  | 1931  | 1936  | 1951  | 1961  | 1971  | 1981  | 1991  | 2001  |
| ----- | ----- | ----- | ----- | ----- | ----- | ----- | ----- | ----- |
| 1 526 | 1 590 | 1 673 | 1 381 | 1 558 | 1 456 | 1 405 | 1 323 | 1 310 |

| 2011  | - | - | - | - | - | - | - | - |
| ----- | - | - | - | - | - | - | - | - |
| 1 190 | - | - | - | - | - | - | - | - |

## Sport
- Course de côte du col du Stelvio, entre 1925 et 1939, inscrite par deux fois au Championnat d'Europe de la montagne, en 1932 et en 1933.

## Administration
| Période                                  | Période  | Identité          | Étiquette | Qualité |
| ---------------------------------------- | -------- | ----------------- | --------- | ------- |
| 9 mai 2005                               | 2010     | Josef Hofer       | SVP       |         |
| 2010                                     | En cours | Hartwig Tschenett | SVP       |         |
| Les données manquantes sont à compléter. |          |                   |           |         |

## Galerie

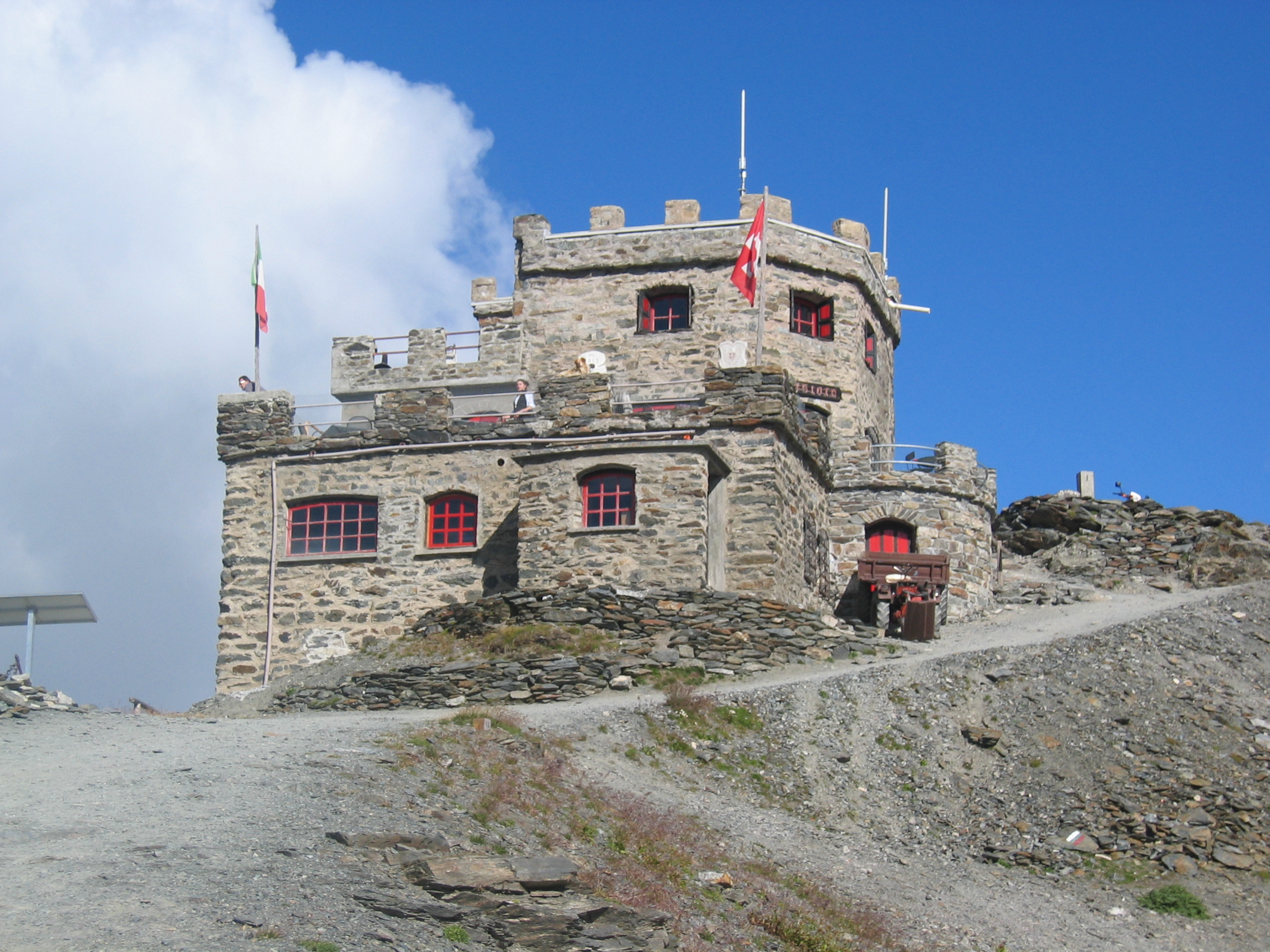
Refuge Garibaldi.
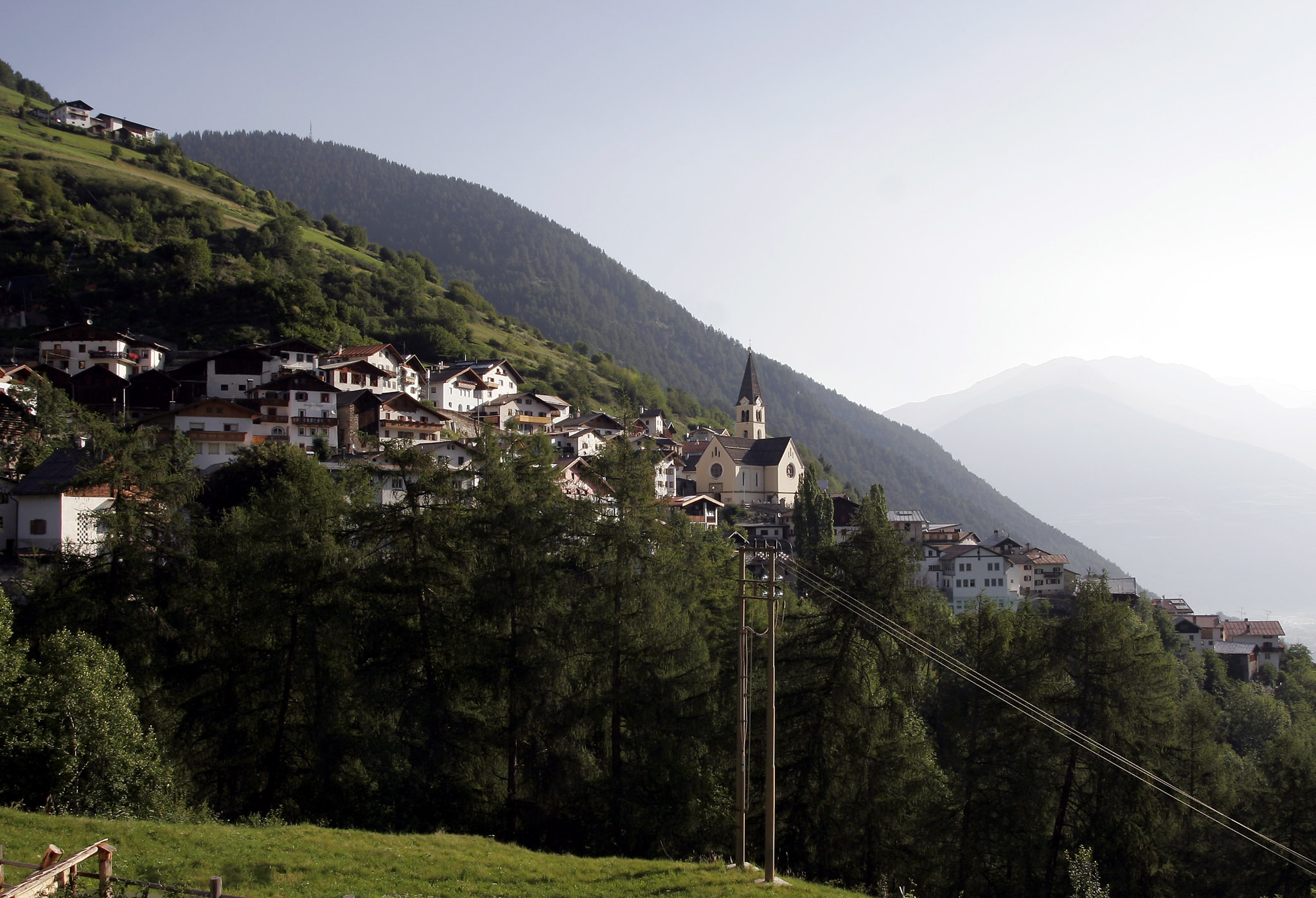
Vue de Stelvio.
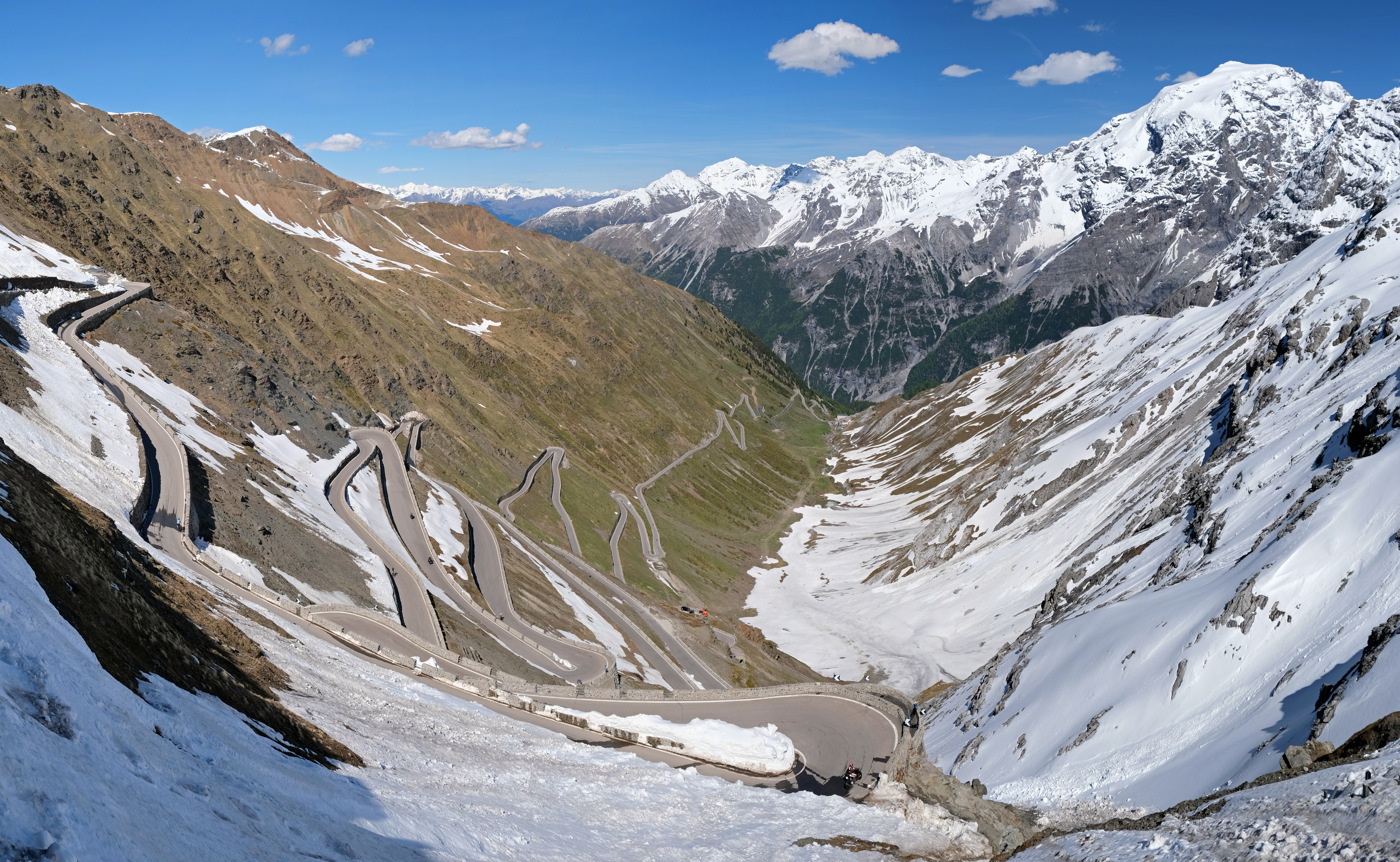
Route de Stelvio.
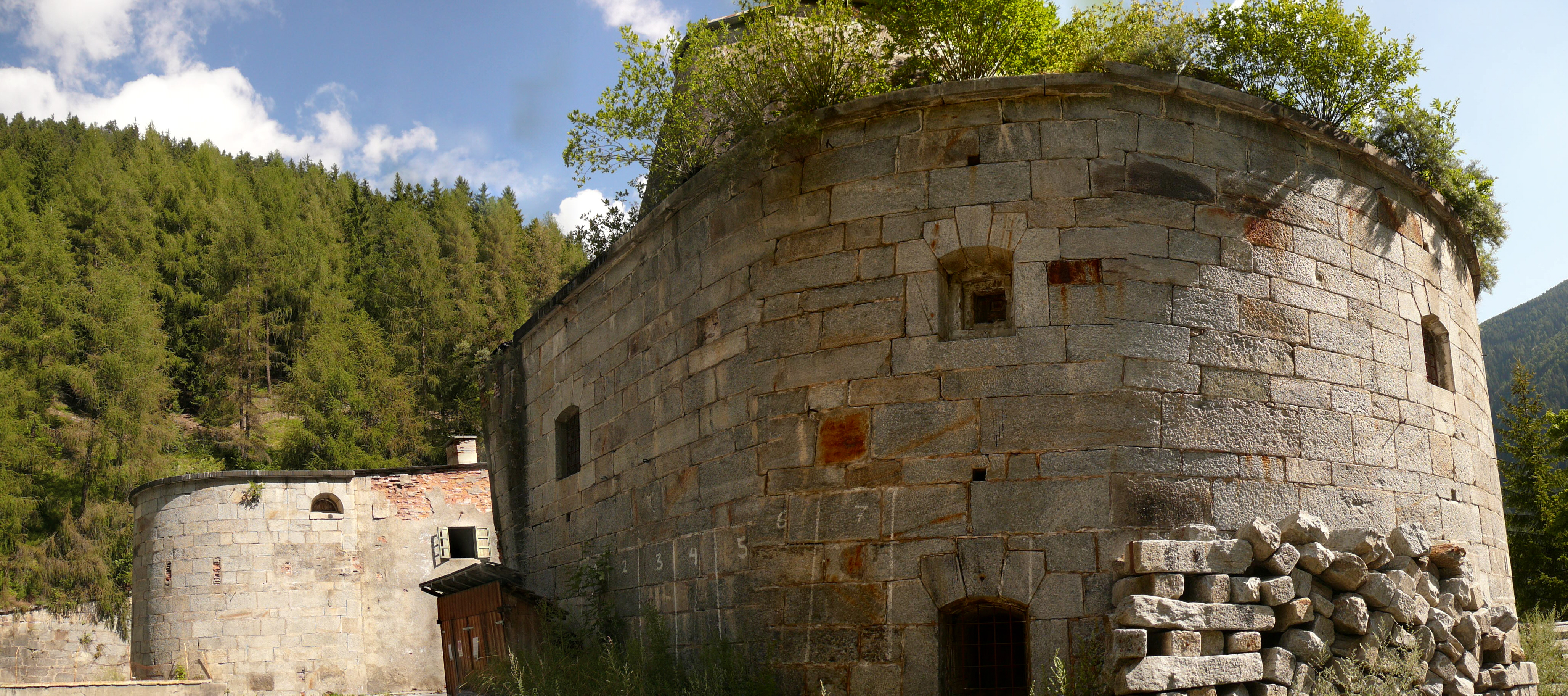
Fort de Gomagoi.